# جاي واي بي إنترتينمنت
جاي واي بي إنترتينمنت (بالإنجليزية: JYP Entertainment)‏ هي شركة تسجيلات متعددة الجنسيات، تأسست في كوريا الجنوبية في عام 1997 من قبل بارك جين يونغ. الشركة هي واحدة من «الثلاثة الكبار» بالنسبة لشركات إنتاج الموسيقى في كوريا جنبا إلى جنب مع واي جي إنترتينمنت وإس إم إنترتينمنت والتي لديها حصة سوقية قوية واستثمارات دولية.

## فنانو تسجيل
| - وندر غيرلز - تو أيه إم - تو بي إم - ميس أي - 15& - جاي جاي بروجكت - جوت سفن - داي6 - توايس - ستراي كيدز | - إت زي - جاي بارك - بايك أ يون - بيراند بارك - جي سول - سون مي (وندر غيرلز) - ييون (وندر غيرلز) - جو كون (2AM) - حانغ وونغ (تو بي إم) - جون كاي (تو بي إم) - جونهو (تو بي إم) - ليلي إم - سوزي (ميس أي) |

### الممثلون والممثلات
- تشوي وو شيك
- كيم جونغ مون
- كيم تاي-هون
- لي جونغ جين
- بارك جو هيونغ
- وي داكسون
- يون بارك (يون باك)
- يانغ بيونغ يول
- جانغ هوي ريونغ
- جونغ يون سان
- كيم جي مين
- مين هيو رين
- سونغ ها يون
- كيم يي وون (2015-حالياً)
- بارك جين يونغ
- نيكهون (تو بي إم)
- أوك تايك يون (تو بي إم)
- هوانغ تشان سونغ (تو بي إم)
- جانغ وويونغ (تو بي إم)
- جو كون (2AM)
- جون كاي (تو بي إم)
- لي جونهو (تو بي إم)
- إم جاي بوم (جي بي) (جوت سفن)
- جاكسون وانغ (جوت سفن)
- تشوي يونغ جاي (جوت سفن)
- كيم يوغيوم (جوت سفن)
- بام بام (جوت سفن)
- مارك (جوت سفن)
- باك جن يونغ/جونيور (جوت سفن)
- كم يوبين (وندر غيرلز)
- بارك إي يون (وندر غيرلز)
- وو هيليم (وندر غيرلز)
- سوزي (ميس أي)
- إي منيونغ (ميس أي)
- وانغ فاي فاي (ميس أي)

### ملحنون
- بايك أ يون
- جي سول
- هو يون-مون أكا مونوركير
- هونغ جاي-سانغ
- هوانغ تشان سونغ (تو بي إم)
- جانغ وويونغ (تو بي إم)
- إم جاي بوم (جي بي) أكا ديفسول (جوت سفن)
- جو جونغ-سو أكا فرايم-جي
- جاي بارك
- كيم يون سو
- كم يوبين (وندر غيرلز)
- جاكسون وانغ (جوت سفن)
- جون كاي (تو بي إم)
- كون تاي يون
- سون مي (وندر غيرلز)
- لي جونهو (تو بي إم)
- مارك (جوت سفن)
- نيكهون (تو بي إم)
- نوداي
- أوك تايك يون (تو بي إم)
- بارك إي يون (وندر غيرلز)
- أس.بروس (سيو جايهو وسيو يونغباي)
- شيم يون جي
- سوبر تشانغ داي
- تومي بارك
- وو اس. رهي أكا راينستون
- وو هيليم (وندر غيرلز)

### مدربو رقص
- علي لي
- جونتي مواننغ
- جونيور (جوت سفن)
- يوجيوم (جوت سفن)
- كيم هوا يونغ
- بارك جين يونغ
- بارك نام يونغ
- تومايا ميناسي
- وونغ (كيم هيونغ وونغ)

### فنانون سابقون
- راين
- كم هيون آه
- باك جاي بوم
- منغ جيا (ميس أي) 2010 إلى 2016
- سو هي
- إم سل أنغ

## جاي واي بي نايشن
جاي واي بي نايشن اسم مشروع يستخدم من طرف جاي واي بي إنترتينمنت للأعمال المجتمعة أو المشتركة، على غرار إس إم تاون، واي جي فاميلي.

## وصلات خارجية
- الموقع الرسمي
-